# Oscar 1951
A 23ª cerimônia de entrega dos Academy Awards (ou Oscars 1951), apresentada pela Academia de Artes e Ciências Cinematográficas, premiou os melhores atores, técnicos e filmes de 1950 no dia 29 de março de 1951, em Hollywood e teve  como mestre de cerimônias Fred Astaire.
O drama All About Eve teve 14 indicações, batendo o recorde anterior que era de Gone with the Wind, com 13 indicações na cerimônia de 1940. Recebeu 6 estatuetas, incluindo melhor filme, diretor (Joseph L. Mankiewicz) e ator coadjuvante (George Sanders).

## Indicados e vencedores
| Melhor Filme - All About Eve - Born Yesterday - Father of the Bride - King Solomon's Mines - Sunset Boulevard                                                                                                 | Melhor Diretor - Joseph L. Mankiewicz – All About Eve - George Cukor – Born Yesterday - John Huston – The Asphalt Jungle - Carol Reed – The Third Man - Billy Wilder – Sunset Boulevard                            |
| Melhor Ator/Actor (Principal) - José Ferrer – Cyrano de Bergerac - James Stewart – Harvey - William Holden – Sunset Boulevard - Louis Calhern – The Magnificent Yankee - Spencer Tracy – Father of the Bride  | Melhor Atriz/Actriz (Principal) - Judy Holliday – Born Yesterday - Anne Baxter – All About Eve - Bette Davis – All About Eve - Eleanor Parker – Caged - Gloria Swanson – Sunset Boulevard                          |
| Melhor Ator/Actor Coadjuvante/Secundário - George Sanders – All About Eve - Jeff Chandler – Broken Arrow - Edmund Gwenn – Mister 880 - Sam Jaffe – The Asphalt Jungle - Erich von Stroheim – Sunset Boulevard | Melhor Atriz/Actriz Coadjuvante/Secundária - Josephine Hull – Harvey - Hope Emerson – Caged - Celeste Holm – All About Eve - Nancy Olson – Sunset Boulevard - Thelma Ritter – All About Eve                        |
| Melhor Roteiro/Argumento - Original - Sunset Boulevard - Adam's Rib - Caged - The Men - No Way Out | Melhor Roteiro/Argumento - Adaptado - All About Eve - The Asphalt Jungle - Born Yesterday - Broken Arrow - Father of the Bride                                                                                     |
| Melhor História Original - Panic in the Streets - Bitter Rice - The Gunfighter - Mystery Street - When Willie Comes Marching Home                                                                             | Melhores Efeitos Visuais - Destination Moon - Samson and Delilah |
| Melhor Documentário em Longa-metragem - The Titan: Story of Michelangelo - With These Hands | Melhor Documentário em Curta-metragem - Why Korea? - The Fight: Science Against Cancer - The Stairs |
| Melhor Curta-metragem em Uma Bobina - Grandad of Races - Blaze Busters - Wrong Way Butch | Melhor Curta-metragem em Duas Bobinas - In Beaver Valley - Grandma Moses - My Country 'Tis of Thee |
| Melhor Animação em Curta-metragem - Gerald McBoing-Boing - Jerry's Cousin - Trouble Indemnity | Melhor Edição/Montagem - King Solomon's Mines - All About Eve - Annie Get Your Gun - Sunset Boulevard - The Third Man                                                                                              |
| Melhor Trilha Sonora/Banda Sonora/Comédia ou Drama - Sunset Boulevard - All About Eve - The Flame and the Arrow - No Sad Songs for Me - Samson and Delilah                                                    | Melhor Canção original - "Mona Lisa" por Captain Carey, U.S.A. - "Be My Love" por The Toast of New Orleans - "Bibbidi-Bobbidi-Boo" por Cinderella - "Mule Train" por Singing Guns - "Wilhelmina" por Wabash Avenue |
| Melhor Trilha Sonora/Banda Sonora/Musical - Annie Get Your Gun - Cinderella - I'll Get By - Three Little Words - The West Point Story                                                                         | Melhor Mixagem/mistura de Som - All About Eve - Cinderella - Louisa - Our Very Own - Trio |
| Melhor Direção de Arte/Preto & Branco - Sunset Boulevard - All About Eve - The Red Danube | Melhor Direção de Arte/Colorido - Samson and Delilah - Annie Get Your Gun - Destination Moon |
| Melhor Cinematografia/Fotografia/Preto & Branco - The Third Man - All About Eve - The Asphalt Jungle - The Furies - Sunset Boulevard                                                                          | Melhor Cinematografia/Fotografia/Colorido - King Solomon's Mines - Annie Get Your Gun - Broken Arrow - The Flame and the Arrow - Samson and Delilah                                                                |
| Melhor Figurino/Guarda-Roupa/Preto & Branco - All About Eve - Born Yesterday - The Magnificent Yankee | Melhor Figurino/Guarda-Roupa/Colorido - Samson and Delilah - The Black Rose - That Forsyte Woman |
| Melhor Filme Estrangeiro - Au-delà des Grilles/Le Mura di Malapaga (França/Itália) | |

### Múltiplas indicações
- 14 indicações: All About Eve
- 11 indicações: Sunset Boulevard
- 5 indicações: Born Yesterday e Samson and Delilah
- 4 indicações: Annie Get Your Gun e The Asphalt Jungle
- 3 indicações: Broken Arrow, Caged, Cinderella, Father of the Bride, King Solomon's Mines e The Third Man
- 2 indicações: Destination Moon, The Flame and the Arrow, Harvey e The Magnificent Yankee